# Río Piedras

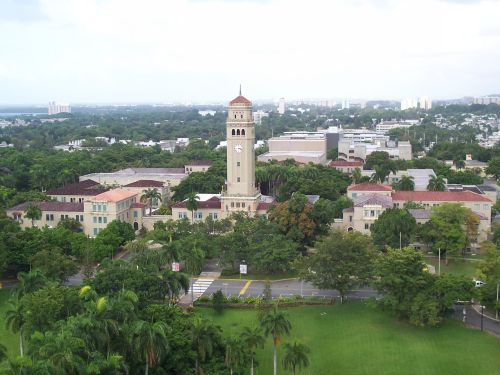
Campus de la Universitat de Puerto Rico a Río Piedras

Río Piedras és un antic municipi de l'Estat Lliure Associat de Puerto Rico.
La localitat fou fundada el 1714 i es va annexar al municipi de San Juan de Puerto Rico en virtut d'un referèndum celebrat el 4 de juny de 1951. En aquell referèndum va participar-hi l'electorat dels municipis de San Juan i Río Piedras, amb un total de 45.158 (64,0%) vots a favor de l'annexió i 25.359 (36,0%) en contra.
Río Piedras és la seu de la Universitat de Puerto Rico (recinte de Río Piedras), fundada el 1903 i reconeguda com la primera institució d'educació universitària pública a Puerto Rico.
Segons el cens de l'any 2000, Río Piedras tenia 332.344 habitants, una xifra més gran que la de qualsevol municipi de Puerto Rico (excloent San Juan), que representa el 77% de la població del municipi de San Juan.
El primer alcalde de Río Piedras va ser Juan de la Cruz el 1814. L'últim alcalde del municipi va ser Ángeles Méndez de López Corver.